# Władysław Nawrocki (kapitan)
Niektóre z zamieszczonych tu informacji od 2022-09 wymagają weryfikacji.
Dokładniejsze informacje o tym, co należy poprawić, być może znajdują się w dyskusji tego artykułu.
 Po wyeliminowaniu niedoskonałości należy usunąć szablon [[Szablon:Dopracować|]] z tego artykułu.
Władysław Nawrocki h. Lubicz (ur. 8 maja 1891 w Krotoszynie, zm. wiosną 1940 w Katyniu) – kapitan administracji (piechoty) Wojska Polskiego, powstaniec wielkopolski, uczestnik wojny polsko-bolszewickiej, kawaler Virtuti Militari, członek „Sokoła”, ofiara zbrodni katyńskiej.
Był wiceprzewodniczącym krotoszyńskiego gniazda Polskiego Towarzystwa Gimnastycznego „Sokół”. Brał aktywny udział w powstaniu wielkopolskim oraz w wojnie z bolszewikami. Absolwent kursu dla oficerów młodszych w Warszawie (1922) w ramach Wyższej Szkoły Wojennej. Ukończył wojskowy kurs z wyróżnieniem.
W okresie międzywojennym pełnił służbę w 56 pułku piechoty (1936). Od 1922 do 1929 roku służył w 74 Górnośląskim pułku piechoty w Lublińcu. W latach 1929–1933 był wykładowcą w Korpusie Kadetów Nr 3 w Rawiczu.
W 1933 roku został przeniesiony do 55 Poznańskiego pułku piechoty stacjonującego w Lesznie Wielkopolskim i Rawiczu (III batalion). Później był komendantem Przysposobienia Wojskowego w Gostyńiu (1936–1939).
Został zamordowany przez NKWD 23 kwietnia 1940 w lesie katyńskim na terenie ZSRR.

## Życiorys

### Pochodzenie i rodzina
Urodził się 8 maja 1891 w Krotoszynie w rodzinie krawca Jana Kantego Nawrockiego i Michaliny z Poplewskich.
Władysław Nawrocki mieszkał kolejno w: Krotoszynie (do 1920 z przerwami), Lublińcu (1922–1929) i Rawiczu (1929–1936). W latach 1931–1936 często odwiedzał Sobiałkowo k. Rawicza (brał tam ślub) i Krotoszyn. Następnie zamieszkał w Gostyniu w latach 1936–1939.

### Działalność wSokole
Po ukończeniu dokształcającej Szkoły Zawodowej w Krotoszynie, Nawrocki wstąpił do Polskiego Towarzystwa Gimnastycznego „Sokół”. Od 1906 roku był aktywnym członkiem krotoszyńskiego gniazda „Sokoła”, a po dwóch latach sekretarzem, następnie zaś wiceprzewodniczącym „Sokoła”. Pomagał w organizacji amatorskiego teatru „Bazar Krotoszyński”, w którym występował między innymi jego brat, Stanisław. Nawrocki zajmował się jednak głównie wyszkoleniem fizycznym i ogólnowojskowym młodzieży krotoszyńskiej. Organizował też dla niej zawody sportowe oraz spotkania patriotyczne, które często osobiście prowadził.
W 1910 roku jako sztandarowy i delegat, skierowany został przez Zarząd krotoszyńskiego gniazda Towarzystwa Gimnastycznego „Sokół”, na Zjazd Sokolników w Krakowie. Był to wielki Zlot Grunwaldzki Polaków z trzech zaborów. W 1912 roku wcielony został do Armii Cesarstwa Niemieckiego, a od 1914 roku walczył w jej szeregach w I wojnie światowej. Po zakończeniu I wojny światowej, od 1919 roku Władysław Nawrocki współpracował także z TG „Sokół” w Gostyniu.

### Służba w armii niemieckiej
W 1912 roku jako rekrut siłą został wcielony do Armii Cesarstwa Niemieckiego. Służył w 155 pułku piechoty w Ostrowie Wielkopolskim (7. Westpreußisches Infanterie-Regiment Nr. 155), w składzie 10 Dywizji Cesarstwa Niemieckiego. Tam przeszedł poszczególne szczeble, sprawnie opanowując wiedzę wojskową, a w tym taktykę niemieckich wojsk, co później przydało się w czasie powstania wielkopolskiego. Przełożeni bardzo szybko dostrzegli jego niezwykłe zdolności wojskowe i organizacyjne.
Cechowała go też duża odpowiedzialność za innych polskich żołnierzy. Był dowódcą drużyny składającej się z Polaków, dbającym o swoich podwładnych. Do tego znał świetnie język niemiecki oraz francuski, co ułatwiało mu porozumiewanie się z przełożonymi.

### I wojna światowa
Po zakończeniu służby w stopniu kaprala, z racji wybuchu I wojny światowej, musiał pozostać w wojsku. Jego 10 Dywizja Cesarstwa Niemieckiego, od 2 sierpnia 1914 funkcjonowała pod nazwą 10 Dywizji Piechoty (10. Infanterie-Division Deutsches Kaiserrreich) i wchodziła w skład V Korpusu. 1 marca 1917 roku Władysław Nawrocki został przeniesiony do 5 Batalionu Taborów, a potem do 586 Kolumny Taborów w Poznaniu, z jednoczesnym awansem do stopnia starszego sierżanta. Z tym właśnie oddziałem armii niemieckiej, wyruszył w połowie 1918 roku na front zachodni, gdzie toczyły się zaciekłe walki. Po powrocie do Poznania jego kolumnę taborów przejęła tamtejsza Rada Żołnierska Straży Ludowej.

### Powstanie wielkopolskie
24 grudnia 1918 roku starszy sierż. Władysław Nawrocki powrócił z Poznania do Krotoszyna. Od razu aktywnie włączył się w organizację powstania wielkopolskiego, w rejonie frontu południowo-zachodniego, gdzie okazał się energicznym dowódcą. Wszedł w skład Rady Wykonawczej Powiatowej Rady Ludowej w Krotoszynie.
Od 24 do 31 grudnia 1918 roku Władysław Nawrocki zorganizował oddziały Straży Ludowej w okolicznych miasteczkach i wsiach. Wspierał działania powstańców w Krotoszynie, wziął też bezpośredni udział w jego wyzwoleniu (1 stycznia 1919) oraz w oswobodzeniu Zdun (3 stycznia) i Kobylina (6 stycznia). Jako jeden z dowódców drużyn bojowych Straży Ludowej, brał udział w bardzo ciężkich walkach pod Borownicą i Chachalnią (29–30 stycznia i od 5–9 lutego 1919).
16 lutego 1919 roku, wraz z Ludwikiem Zielezińskim (który kierował akcją) oraz Stanisławem Sękowskim zniszczył tory kolejowe, uniemożliwiając przejazd niemieckiemu pociągowi pancernemu, który miał zaatakować i zniszczyć Krotoszyn. W czasie Powstania Wielkopolskiego ściśle współpracował z naczelnikiem dr Władysławem Bolewskim, podnaczelnikiem Janem Domagalskim, Janem Lejda, Ludwikiem Zielezińskim, Stanisławem Sękowskim, Mieczysławem Kończakiem oraz Janem Kukiełczyńskim. Potem był krótko w 12 pułku piechoty.
Od 1 marca 1919 roku Władysław Nawrocki był szefem sztabu Straży Ludowej w Krotoszynie. Zorganizował struktury Straży Ludowej w powiecie krotoszyńskim, a następnie tworzył zalążki przyszłej obrony terytorialnej. Straż Ludowa w Wielkopolsce była początkiem tworzenia kolejnych regularnych oddziałów wojskowych – w tym właśnie obrony terytorialnej, niezbędnych dla wsparcia odradzającej się niepodległej Rzeczypospolitej.
Władysław Nawrocki walczył w powstaniu aż do ostatniego dnia, działając na dwóch frontach: południowo-zachodnim oraz północnym – w rejonie Czarnkowa, gdzie początkowo był szefem sztabu, a potem adiutantem dowódcy, w ramach tworzonego przez siebie w Poznaniu 3 Batalionu Obrony Krajowej (potem wielkopolskich pułków piechoty: 2. i 159.).

#### Organizacja 3 Batalionu Obrony Krajowej w Poznaniu
1 maja 1919 roku Nawrocki został przeniesiony do Poznania z trudnym zadaniem zorganizowania 3 Batalionu Obrony Krajowej (Baon Obrony Krajowej), przemianowanym później na 2 pułk piechoty rezerwowej, z którym to walczył potem na froncie północnym koło Czarnkowa, gdzie pełnił także rolę adiutanta dowódcy tego batalionu. Od 9 maja 1919 roku upoważniony został do noszenia odznak podporucznika.
Prawdopodobnie w trakcie tworzenia tego batalionu Nawrocki poznał mjr. Antoniego Biskupskiego. 4 lipca 1919 roku za wybitne zasługi w czasie powstania wielkopolskiego, oraz w wyniku znaczącego udziału w tworzeniu struktur poznańskiego 3 Batalionu Obrony Krajowej (potem 2 pułku piechoty rezerwy), Nawrocki został awansowany do stopnia podporucznika Wojska Polskiego. Jego batalion wszedł w skład 159 pułku piechoty wielkopolskiej (VII Brygada Rezerwowa).

### Wojna polsko-bolszewicka 1920 roku
12 kwietnia 1920 roku ppor. Nawrocki został skierowany wraz ze 159 pułkiem piechoty wielkopolskiej na Front Litewsko-Białoruski. Od 20 maja 1920 roku jego pułk został w pełni rozwinięty. Wszedł w skład VII Brygady Rezerwowej, w pełnej gotowości do walk, po wcześniejszym przegrupowaniu się wojsk. Nawrocki został dowódcą specjalnej kompanii rozpoznawczej. Po wyładowaniu całej brygady na stacji Nowe Święciany zluzowano 3 Dywizję Piechoty. Następnie brał udział w boju o Redutę Żabki, gdzie jego pododdział wykazał się wybitnym męstwem.
1 czerwca 1920 roku jego pułk, przynależący już do VII Brygady Rezerwowej, uderzył dwoma batalionami na miejscowość Postawy, zajętą przez oddziały bolszewickie. Nieprzyjaciel z trudem powstrzymał atak IV batalionu. Powodzenie uzyskał III batalion, który o godzinie ósmej zajął Postawy. Był to batalion Nawrockiego. W trakcie walki zdobyto dwa działa, karabiny maszynowe i wielu jeńców (w samej miejscowości odsłonięto później pomnik poświęcony III batalionowi). Dalej Nawrocki walczył o Juszniewice, koło Głębokiego (3 czerwca) oraz Gancarze (10 czerwca). Jego oddziały zdobywały też Duniłowicze, Osinogródek i Hańczary.
W dniach 4–6 lipca 1920 roku Władysław Nawrocki walczył nad rzeką Autą.
W czasie walk odwrotowych Frontu Litewsko-Białoruskiego, Nawrocki zachorował, ale stanowczo odmówił transportu do szpitala polowego. Przełożeni wyrazili zgodę, aby dalej pozostał na służbie, ponieważ brakowało kadry dowódczej. Na swoją osobistą prośbę objął dowodzenie 11 kompanią, po nagłej śmierci jej dowódcy, na mocno zagrożonym odcinku. Zebrał i zorganizował rozbitków zdezorganizowanej kompanii oraz innych oddziałów. Wraz z nimi stawił heroiczny opór kawalerii bolszewickiej i piechocie, zaciekle atakujących pozycje polskie w celu ich obejścia i okrążenia. Oddziały polskie rozpoczęły odwrót, a kompania Nawrockiego dalej stawiała opór przeciwnikowi. Uporczywa obrona pozycji uratowała od śmierci tysiące polskich żołnierzy. W wyniku niezwykle ostrych walk, Nawrocki znalazł się z częścią swoich podwładnych na tyłach frontu. Przez dwa dni starał się przedzierać z nimi przez linie nieprzyjaciela, aby dotrzeć do własnych oddziałów. Nie pozostawił własnych żołnierzy na polu walki. Do końca pozostał z rannymi. Za te czyny został odznaczony Krzyżem Orderu Virtuti Militari.

### W niewoli
6 lipca 1920 roku, Władysław Nawrocki dostał się wraz ze swoimi żołnierzami do niewoli bolszewickiej. Został uwięziony w obozie jenieckim w Samarze nad Wołgą, a następnie przeniesiony do obozu w Moskwie, gdzie był przesłuchiwany. 1 czerwca 1921 roku został uwolniony, po czym powrócił do Polski. Przeszedł przez specjalny obóz odbiorczy w Baranowiczach, a potem przez obóz izolacyjny (przejściowy) w Dęblinie. Tam, wraz z podporucznikiem Kazimierzem Sznukiem z 29 pułku Strzelców Kaniowskich z Kalisza, skierował pismo do Naczelnego Wodza Józefa Piłsudskiego z prośbą o zwrócenie większej uwagi na umundurowanie i wyżywienie żołnierzy polskich powracających z niewoli sowieckiej oraz, by przybył do obozu przejściowego w Dęblinie, by podnieść morale żołnierzy, którzy nie poddali się propagandzie bolszewickiej i bardzo potrzebują wsparcia moralnego przez Naczelnego Wodza (pismo tych dwóch oficerów znajduje się w Instytucie Józefa Piłsudskiego w Ameryce).

### Służba w Wojsku Polskim okresu międzywojennego

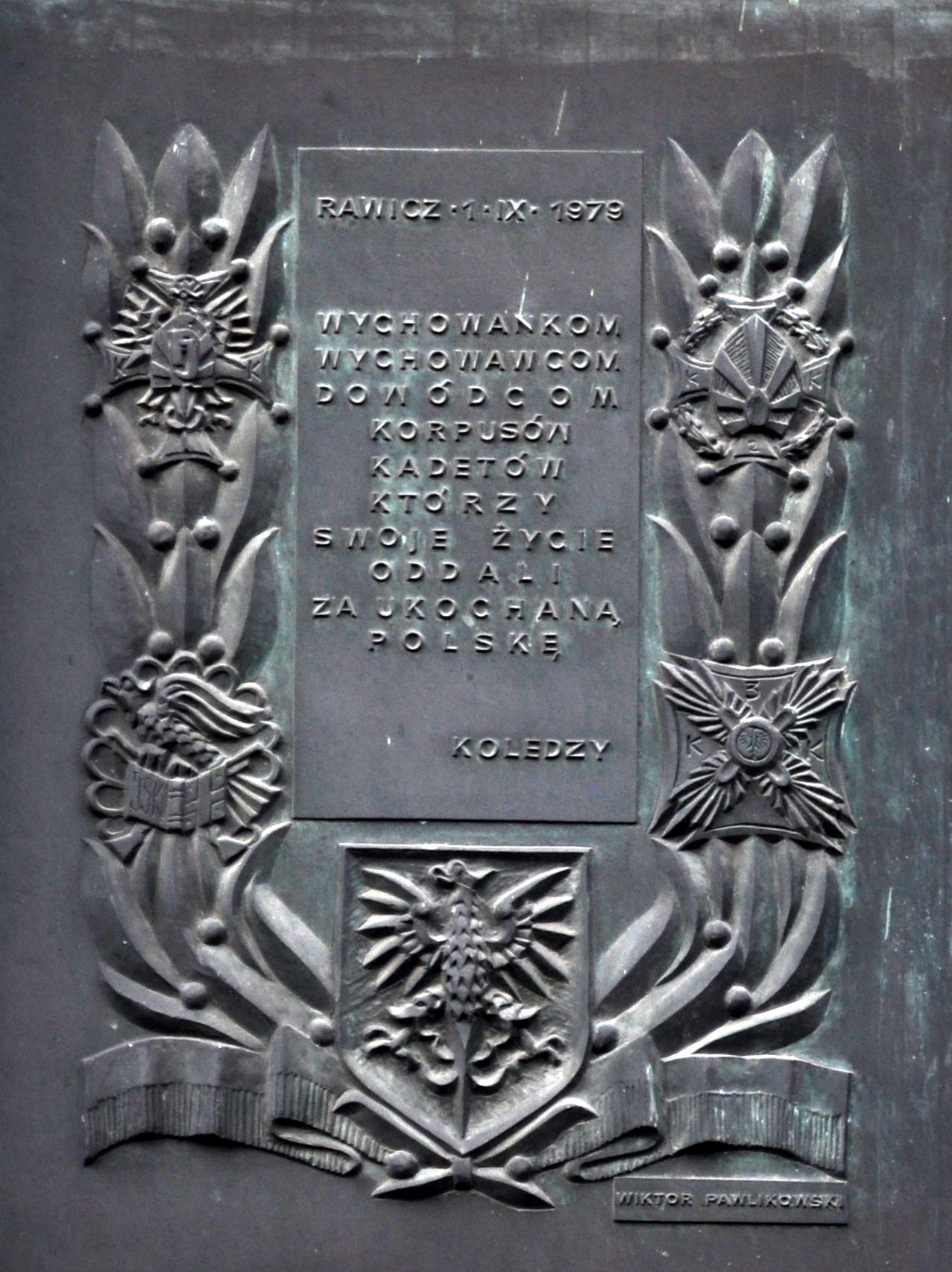
Rawicz – tablica poświęcona Korpusowi Kadetów

W połowie 1922 roku Władysław Nawrocki został absolwentem kursu dla oficerów młodszych w Szkole dla Oficerów Młodszych Warszawie (1921–1922). Od 1921 roku był też instruktorem w Centralnej Szkole Policji w Grudziądzu oraz dowódcą kompanii szkolnej w Szkole Podoficerów Zawodowych DOK IV w Skierniewicach.
15 sierpnia 1922 roku został mianowany porucznikiem Wojska Polskiego. Trafił do 74 Górnośląskiego pułku piechoty w Lublińcu, gdzie był organizatorem szkoleń i poligonów dla żołnierzy. Został mianowany oficerem inspekcyjnym i oficerem kontrolującym inne oddziały i jednostki wojskowe. Jego przełożonym był wtedy płk Maksymilan Marszałek (21 października 1920 – 1 czerwca 1932). W międzyczasie Nawrocki krótko był także dowódcą kursu dla Oficerów Rezerwy w Częstochowie.
2 kwietnia 1929 roku został mianowany kapitanem ze starszeństwem z 1 stycznia 1929 roku i 12. lokatą w korpusie oficerów piechoty. W uznaniu zasług w drugiej połowie 1929 roku kpt. Nawrocki został przeniesiony z Lublińca do Korpusu Kadetów Nr 3 w Rawiczu na stanowisko wykładowcy. Był też oficerem inspekcyjnym Garnizonu Leszno. Dokonywał kontroli nie tylko w Korpusie Kadetów. Często był wysyłany jako inspektor kontrolujący do innych jednostek wojskowych.
Wizyta 27 sierpnia 1933 roku generała Józefa Hallera w Krotoszynie – jednego z byłych dowódców Legionów Polskich, spowodowała, iż Nawrocki przybył do rodzinnego miasta.
W październiku 1933 roku został przeniesiony do 55 Poznańskiego pułku piechoty w Lesznie na stanowisko dowódcy 8 kompanii III batalionu w Rawiczu.
W 1936 roku został przeniesiony do 56 pułku piechoty w Krotoszynie, po czym przeszedł na emeryturę. W latach 1936–1939 pełnił służbę na stanowisku komendanta powiatowego Przysposobienia Wojskowego Gostyniu. W czasie pełnienia tej funkcji, aktywnie wspierał okoliczne zrzeszenia i kluby sportowe jak: Kania Gostyń, kręglarska dziewiątka, Polskie Towarzystwo Gimnastyczne „Sokół”, organizacje paramilitarne, a także harcerstwo. W międzyczasie został przeniesiony do korpusu oficerów administracji, grupa administracyjna.
Brał udział w patriotycznych uroczystościach z udziałem oficjeli z regionu i województwa np. w obchodach rocznicowych Święta Niepodległości, kiedy to stawał na czele pochodu oraz nadzorowanych przez siebie jednostek paramilitarnych, organizacji wychowania fizycznego (WF) oraz Przysposobienia Wojskowego (PW). Aktywnie współpracował z gostyńskim i krotoszyńskim Towarzystwem Gimnastycznym „Sokół”. Wcześniej (w latach 20.) był też pierwszym prezesem tworzącego się Klubu Piłkarskiego Kania Gostyń.

### II wojna światowa
1 września 1939 roku skierowany został do Ośrodka Zapasowego 25 Dywizji Piechoty w Kielcach. W czasie podróży prowadził obserwacje przestrzeni powietrznej, potwierdzając przeloty samolotów niemieckich. Podróżował trasą z Gostynia, poprzez Jarocin, Konin, Koło, Kutno, Warszawę. W nocy pociąg tzw. skokami po poszczególnych stacjach kolejowych, przepuszczał jadące transporty wojska i przesuwał się w kierunku Konina. Postój 3 września miał miejsce na bocznicy stacji Patrzyków. Tego dnia w godzinach popołudniowych mężczyźni z transportu utworzyli pod wodzą Nawrockiego Straż Ochrony Pociągu i prowadzili ciągłą obserwację otoczenia, kontrole dokumentów. Aktywni byli dywersanci, dający lusterkami znaki pilotom niemieckich samolotów, latających wzdłuż szlaków kolejowych. Co pewien czas szły transporty wojska polskiego, a postoje coraz bardziej dłużyły się. Pociąg co chwila był ostrzeliwany z działek pokładowych samolotów niemieckich, a wokół wybuchały bomby.
Po przybyciu do Kielc, 4 września kapitan Władysław Nawrocki niemal z marszu wziął udział w odprawie dowódców. Bataliony zapasowe 56 pułku piechoty, miały utworzyć 154 pułk piechoty. Znaczna część kadry i żołnierzy weszła w skład między innymi III batalionu. 4 września 1939 roku wieczorem, po ataku bombowym na Kielce, wraz z Ośrodkiem Zapasowym 25 Dywizji Piechoty (III batalionem 154 pp), wyruszył w kierunku północnym, z zadaniem zorganizowania obrony przed atakującymi niemieckimi dywizjami lekkimi, które miały dokonać całkowitego okrążenia Warszawy.
W zaciekłych walkach 6 i 7 września 1939 roku jednostka wojskowa kapitana Władysława Nawrockiego zostaje niemal w całości zniszczona, a rozproszone grupy żołnierzy III batalionu 154 pp – pod jego dowództwem, w części przedostały się na Lubelszczyznę i zostały włączone do innych jednostek wojskowych, toczących zaciekłe walki z Niemcami. Jego jednostka wycofuje się stopniowo pod Lwów. Tam niespodziewanie spotkał brata swojego szwagra Ludwika Zielezińskiego – ułana 14 pułku ułanów jazłowieckich – Stefana Zielezińskiego i kiedy ten usilnie namawiał go do przekroczenia granicy z Rumunią, Nawrocki stanowczo odmówił, bo jak stwierdził: Będzie jeszcze wojsku i Polsce potrzebny. 27 września 1939 roku po kilku potyczkach został ponownie pojmany do niewoli radzieckiej i trafił do obozu w Kozielsku.

#### Ostatnia droga i śmierć
Po pojmaniu przez Rosjan 27 września 1939 roku, Nawrocki został osadzony w obozie jenieckim w Kozielsku. Podczas przesłuchań bronił dobrego imienia Polski i twierdził, że zagrożeniem dla niej jest także ZSRR. Jak wielu oficerów polskich w niewoli, często korzystał z biblioteki organizowanej przez samych jeńców oficerów, a także z „żywych gazet”, czyli formy ustnych przekazów, w czym często sam potajemnie uczestniczył. Treść owych „żywych gazet” mówionych była pełna akcentów patriotycznych. Wiele razy brutalnie przesłuchiwany, pytany był także o wojnę 1920 roku. Wielokrotnie powtarzał swój życiorys i przedstawiał swoją rolę i udział w tej wojnie. Mimo zastraszania, nie uległ agresywnym agitacjom radzieckim.
Z obozu w Kozielsku został wywieziony do Urzędu NKWD w Smoleńsku dnia 22 kwietnia 1940 roku i umieszczony na liście dyspozycyjnej NKWD – nr 040/3, pod poz. 74 (lista z 20 kwietnia 1940 roku). Był to piętnasty transport z Kozielska. Oprócz Władysława Nawrockiego w transporcie tym byli między innymi: Feliks Marczyński, Mieczysław Jankowski oraz Marian Piątkowski. Załadowano ich do wagonów 22 kwietnia 1940 roku po południu. Transport ten wyruszył z Kozielska tego samego dnia o godzinie 22.00, ale po krótkiej jeździe stanął na stacji w Suchiniczy i stał tam do godz. 2.30 – 23 kwietnia 1940 roku. W Smoleńsku był rano lub przed południem. Następnie, w godzinach popołudniowych, 23 kwietnia 1940 roku, Władysław Nawrocki został przewieziony do Katynia k. Smoleńska i zamordowany przez żołnierzy NKWD.

## Awanse
- kapral – 1914
- sierżant – 1917
- podporucznik – 4 lipca 1919
- porucznik – 15 sierpnia 1922
- kapitan – 1 stycznia 1929

5 października 2007 roku minister obrony narodowej Aleksander Szczygło mianował go pośmiertnie do stopnia majora. Awans został ogłoszony 9 listopada 2007 roku, w Warszawie, w trakcie uroczystości „Katyń Pamiętamy – Uczcijmy Pamięć Bohaterów”.

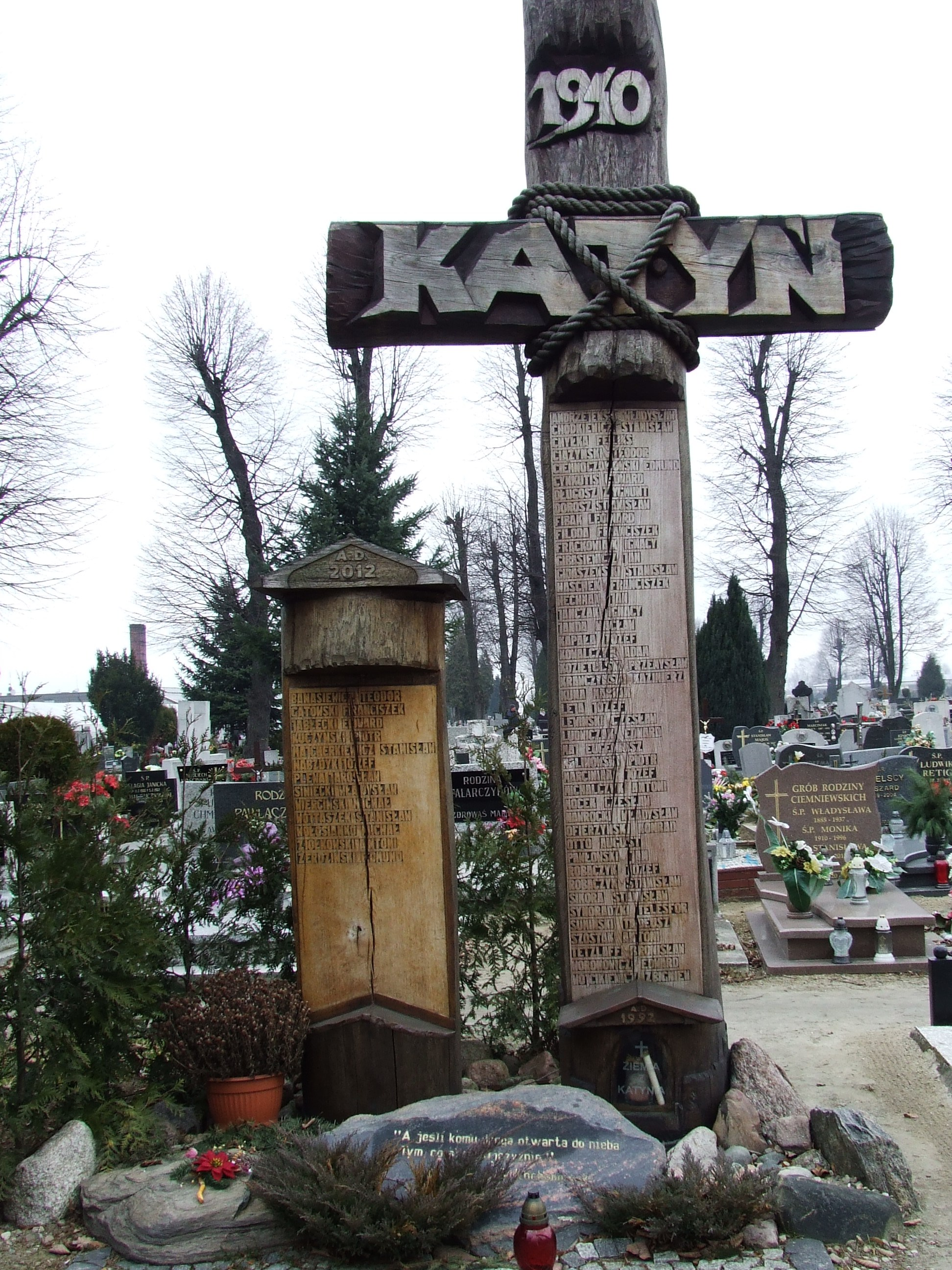
Krzyż Katyński w Krotoszynie

## Ordery i odznaczenia
- Krzyż Srebrny Orderu Virtuti Militari nr 5882[5][34][6]
- Medal Niepodległości – 27 czerwca 1938 „za pracę w dziele odzyskania niepodległości”[35][36]
- Srebrny Krzyż Zasługi – 10 listopada 1928[37][26]
- Medal Pamiątkowy za Wojnę 1918–1921[5]
- Medal Dziesięciolecia Odzyskanej Niepodległości[5]
- Państwowa Odznaka Sportowa[38]

## Upamiętnienie

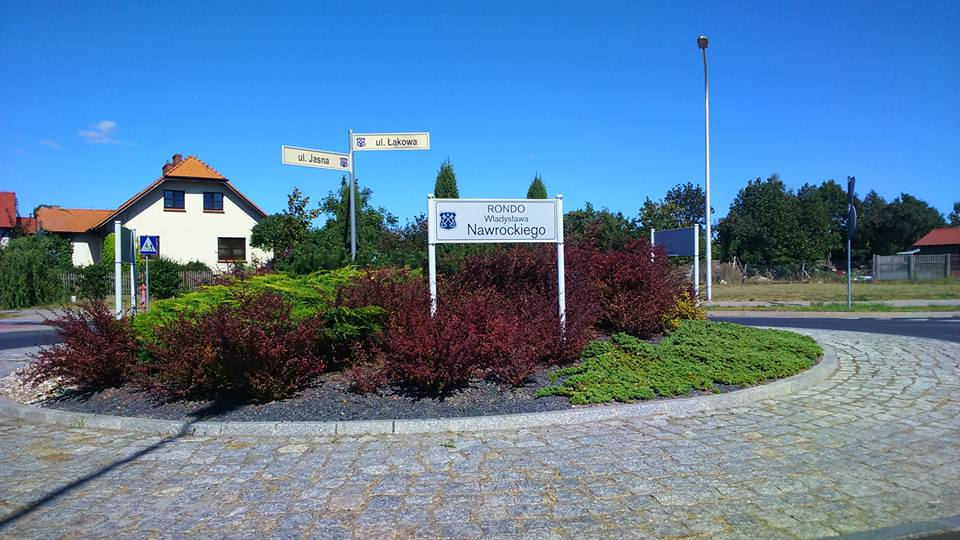
Rondo Władysława Nawrockiego

- Krzyż Kampanii Wrześniowej – zbiorowe, pośmiertne odznaczenie pamiątkowe wszystkich ofiar zbrodni katyńskiej (1 stycznia 1986).
- Krzyż Katyński w Krotoszynie – nazwiska 56 oficerów (powiat krotoszyński[39]).

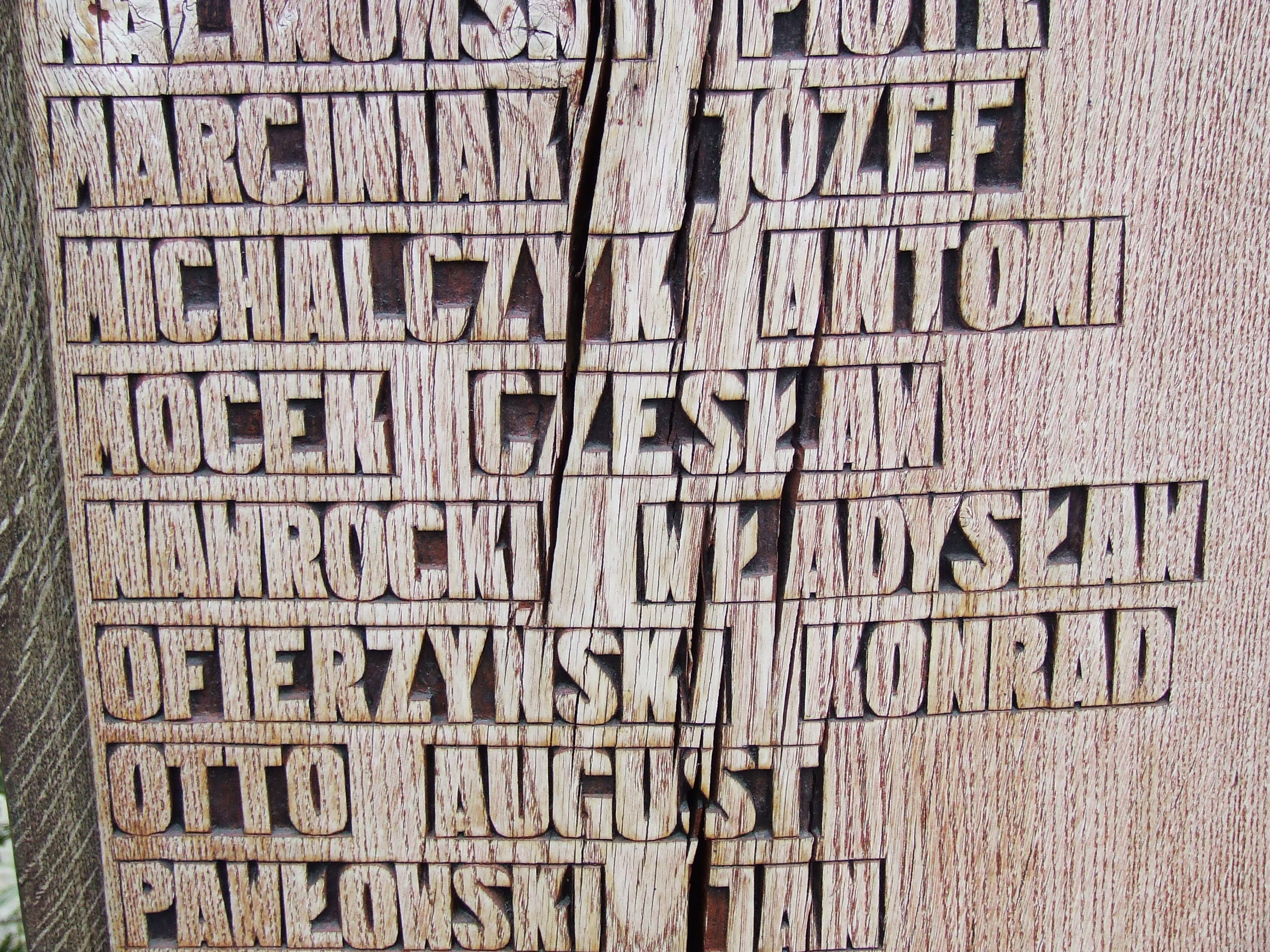
Napisy na Krzyżu Katyńskim w Krotoszynie – w środku nazwisko Władysława Nawrockiego

- Dąb Pamięci posadzony 10 kwietnia 2010 roku w Olsztynie[40].
- Tablica pamiątkowa – odsłonięta 3 maja 2014 roku[41] w Olsztynie.
- W 2015 roku powstała pieśń o Władysławie Nawrockim, która została opublikowana pod tytułem On to Władysław[42][43].
- Rondo Władysława Nawrockiego w Krotoszynie – nazwa ronda przyjęta uchwałą Rady Miasta Krotoszyna z 25 maja 2016 roku[44][45][46].
- 25 maja 2017 roku Poczta Polska wydała okolicznościową Kartę Pocztową, poświęconą rocznicy uchwalenia nazwy: „Rondo Władysława Nawrockiego”, w nakładzie 300 szt. Karta ukazała się między innymi w Poznaniu i w Krotoszynie[47].
- Tablica pamiątkowa – odsłonięta 20 września 2020 roku[48] w Krotoszynie.
- Planowana jest Trasa rowerowa im. Majora Władysława Nawrockiego w Krotoszynie[49][50].

## Uroczyste otwarcie Ronda Władysława Nawrockiego
Uroczystość oficjalnego otwarcia ronda i odsłonięcie Tablicy Pamiątkowej odbyły się 20 września 2020 roku, w obecności przedstawiciela Wojewody Wielkopolskiego Łukasza Mikołajczyka – pani Marii Grzyczki, burmistrza Krotoszyna Franciszka Marszałka, przewodniczącej Rady Miasta Krotoszyn Anny Sikory oraz licznie przybyłych przedstawicieli rodziny Władysława Nawrockiego oraz mieszkańców powiatu krotoszyńskiego. Uroczystość uświetniła kompania honorowa z 16 jarocińskiego Batalionu Remontu Lotnisk pod dowództwem por. Adama Smolińskiego – wraz z asystą honorową i honorowym posterunkiem, oraz orkiestrą dętą z Krotoszyna. W imieniu rodziny głos zabrał ppłk rez. Krzysztof Feliks Nawrocki z Warszawy. Uroczystość zakończyła się polową Mszą Świętą przy Szańcu 56 Pułku Piechoty Wielkopolskiej.